# Das Relikt
Das Relikt (Originaltitel The Relic) ist ein US-amerikanischer Horrorfilm des Regisseurs Peter Hyams aus dem Jahr 1997 nach dem Roman Relic – Museum der Angst von Douglas Preston und Lincoln Child. In den Hauptrollen sind Penelope Ann Miller und Tom Sizemore zu sehen. Der Film startete am 1. Mai 1997 in den deutschen Kinos.

## Handlung
Der Anthropologe John Whitney vom Museum of Natural History in Chicago untersucht in Brasilien die Gebräuche des gerade entdeckten Zinziera-Indianerstammes, als er mit einer erschreckenden Legende konfrontiert wird. Die Stammesmitglieder verabreichen ihm eine Suppe. Kurze Zeit darauf schleicht er sich an Bord eines Handelsschiffes, das auf dem Weg nach Chicago ist.
Sechs Wochen vergehen, bis im Hafen von Chicago ein Schiff voller Leichen ankommt, denen jemand das Gehirn aus dem Schädel gerissen hat. Lieutenant Vincent D'Agosta von der Mordkommission der Chicagoer Polizei übernimmt mit seinem Assistenten Hollingsworth die Ermittlungen.
Als im Field Museum of Natural History eine bevorstehende Sonderausstellung über Aberglaube von dem Mord an einem Wachmann überschattet wird, dem ebenfalls ein Teil des Gehirns fehlt, begeben die Polizisten sich ins Museum und machen Bekanntschaft mit der Evolutionsbiologin Dr. Margo Green, die an einigen unter Pilzbefall leidenden Blättern forscht, die Whitney aus Südamerika geschickt hat. Diese scheinen die Fähigkeit zur Veränderung ihrer DNA zu haben.
Gegen D'Agostas Willen lässt Museumsdirektorin Ann Cuthbert die Eröffnungsgala der Aberglaube-Ausstellung stattfinden, da dort viele Sponsoren und auch der Bürgermeister erwartet werden. Gerade als die Feier beginnt und Cuthbert den Gästen vom Glauben der Zinziera an den mystischen Teufelsgott Kothoga berichtet, erkennen Margo und ihr Doktorvater Dr. Frock die Wahrheit hinter der Legende: Wenn die Zinziera Krieg führen, geben sie einem Tier von dem Pilz zu essen, das sich daraufhin in ein mörderisches Monster verwandelt, das die im menschlichen Hypothalamus produzierten Hormone zum Überleben braucht. Wenn das Tier alle Feinde getötet hat (und somit keine Nahrung mehr hat), stirbt es.
Nun ist ein solches Ungeheuer im Museum unterwegs und fällt prompt über die Gäste der Eröffnungsgala her. Panik bricht aus und die Menschen fliehen, aber ein Dutzend von ihnen – darunter der Bürgermeister – wird mit Hollingsworth in der Haupthalle eingeschlossen. Während dieser seine Schützlinge durch die ehemaligen Kohletunnel in Sicherheit zu bringen versucht, machen D'Agosta und Green sich daran, das Monster, das mittlerweile Frock getötet hat, zu vernichten. Seine Empfindlichkeit gegen Temperaturschwankungen soll die Lösung sein. Nach einem vergeblichen Versuch, es einzufrieren, lockt Margo das Monster, das sie kurz zuvor als eine Mutation von Whitney identifiziert hat, in einen Lagerraum voller in Alkohol eingelegter Exponate und legt dort ein Feuer, in dem das Monster stirbt. Hollingsworth hat mittlerweile fast alle seiner Schützlinge in Sicherheit gebracht, und D'Agosta findet Margo unverletzt in einem feuersicheren Container.

## Hintergrund
Wie in vielen Horrorfilmen ist auch hier das Monster erst im letzten Drittel des Films wirklich zu sehen. Neben dramaturgischen Erwägungen sind dafür Probleme bei den Dreharbeiten ausschlaggebend, da das visuelle Konzept der Kreatur bei Beginn der Dreharbeiten noch gar nicht fertig war. In Südamerika gibt es das Fabelwesen Mapinguari, das eine gewisse Ähnlichkeit mit dem Monster im Film hat.
Wirtschaftlich war Das Relikt kein Erfolg für das Studio Paramount Pictures; der Film spielte an den Kinokassen kaum die 40 Millionen Dollar Produktionskosten ein. Im Laufe der Zeit – und durch die Vermarktung auf Video und DVD – wurde er jedoch bei Freunden des Genres schnell zu einem modernen Klassiker. Auch erhielt er viele Genre-Preise wie den Stockholm Film and Fantasy Award. Eine Fortsetzung des Films nach der Romanfortsetzung Reliquary (deutscher Titel: Attic) ist seit langem in Planung, aber noch ist nichts Konkretes bekannt. Peter Hyams meldete zeitweise Interesse, erneut die Regie zu übernehmen.

## Unterschiede zum Roman
Die Verfilmung weicht deutlich von der literarischen Vorlage ab. Während der Roman im American Museum of Natural History in New York spielt, ist der Film im Field Museum of Natural History in Chicago angesiedelt. Im Roman wird das indigene Volk als Kothoga bezeichnet, im Film trägt das Monster diesen Namen, während die Bezeichnung Mbwun dort gar nicht vorkommt. Das Monster erscheint im Roman als eine Mischung aus Reptil und Primat mit menschlicher Intelligenz. Auch bei den Personen und der Handlung gibt es große Unterschiede.

### Personen
Mit Special Agent Aloysius Pendergast und dem Reporter Bill Smithback fehlen im Film zwei Schlüsselfiguren der Romanvorlage. Smithback wurde komplett gestrichen und statt des Duos Pendergast und Vincent d’Agosta wurde nur Zweiterer eingesetzt. Die Rolle des Assistenten, die d’Agosta im Roman innehat, übernimmt im Film Hollingsworth. Der Name John Whitney wird auf den in Brasilien tätigen Anthropologen übertragen, der im Roman Whittlesey heißt. Ian Cuthbert wird in der Verfilmung in die weibliche Person Ann Cuthbert umgewandelt und Gregory Kawakita in Greg Lee umbenannt. Dr. Frock stirbt im Film, während er im Buch überlebt und auch in der Fortsetzung Attic eine wichtige Rolle spielt.

### Handlung
Wesentliche Teile der Romanhandlung fehlen im Film. So erfahren die Zuschauer beispielsweise nichts von Whittleseys Tagebuch, das Margo erst zur Untersuchung der Pflanzenfasern veranlasste. Im Film arbeitet sie hingegen schon mit dem Interpolator (der im Roman korrekter Extrapolator heißt), als die Jungen gerade ermordet werden. Im Roman ist ein verängstigter und ungeschickter Polizist verantwortlich für den Stromausfall und das daraus folgende Versagen des elektronischen Sicherheitssystems, das im Film einfach als technischer Defekt dargestellt wird. Auch die Konflikte zwischen den FBI-Agenten Pendergast und Coffey sowie zwischen dem Journalisten Smithback und der PR-Chefin Rickman fehlen, nachdem die beteiligten Personen gestrichen wurden. Andere Teile der Handlung werden in unterschiedlicher Chronologie dargestellt oder verfälscht. Die Flüchtlinge im Keller, die im Roman erst mit steigendem Wasserpegel eine Leiter erreichen, gehen im Film einfach durch eine Tür. Beim finalen Kampf mit dem Monster gibt es zwei völlig unterschiedliche Szenen. Im Roman erschießt Pendergast das Monster nach einem Hinweis von Margo, im Film tötet Margo die Kreatur mit Feuer.

## Kritiken
- James Berardinelli von Reel Views schrieb über den Film: „this horror/science fiction amalgamation seems like nothing more ambitious than a bad reworking of elements from Aliens, Species, Jaws, and Predator.“ Deutsch: „diese Melange aus Horror und Science Fiction wirkt wie nichts anderes als eine schlechte Wiederverwendung von Elementen von Aliens, Species, Der weiße Hai und Predator“.[1]

- Die Filmkritiker Roger Ebert und Gene Siskel lobten den Film als „überraschend unterhaltend“. Der Film sei clever in seiner Fähigkeit Horror- und Katastrophenfilmelemente zu kombinieren. Wer Spezialeffekte möge, dem biete der Film viel Spaß.[2]

## Filmpreise
- Stockholm Film and Fantasy Award
- Penelope Ann Miller wurde 1997 für den Saturn Award für die beste Hauptdarstellerin nominiert.